# Municipalité du district de Telšiai
La municipalité du district de Telšiai (en lituanien : Telšių rajono savivaldybė) est l'une des soixante municipalités de Lituanie. Son chef-lieu est Telšiai.

## Seniūnijos de la municipalité du district de Telšiai

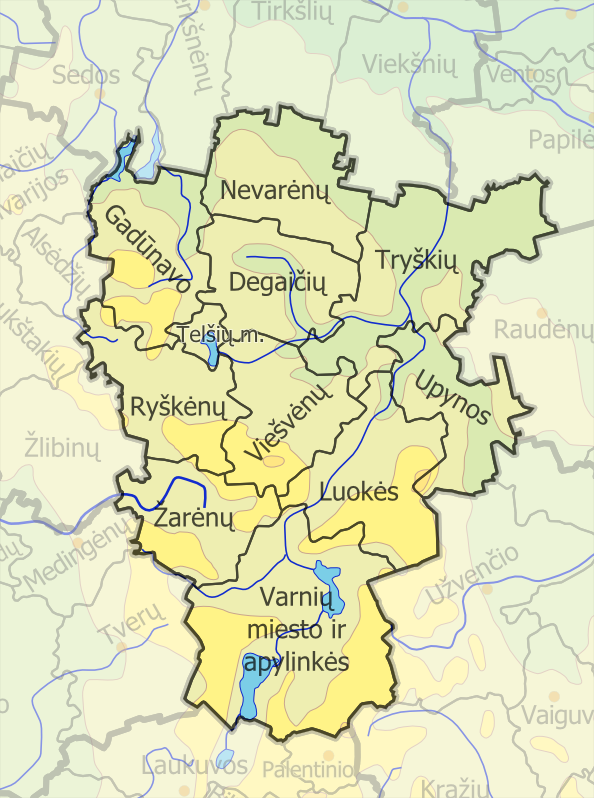
Seniūnijos de la municipalité du district de Telšiai.

- Degaičių seniūnija (Degaičiai)
- Gadūnavo seniūnija (Gadūnavas)
- Luokės seniūnija (Luokė)
- Nevarėnų seniūnija (Nevarėnai)
- Ryškėnų seniūnija (Ryškėnai)
- Telšių miesto seniūnija (Telšiai)
- Tryškių seniūnija (Tryškiai)
- Upynos seniūnija (Upyna)
- Varnių seniūnija (Varniai)
- Viešvėnų seniūnija (Viešvėnai)
- Žarėnų seniūnija (Žarėnai)